# Haraucourt-sur-Seille
Pour les articles homonymes, voir Haraucourt.
Haraucourt-sur-Seille est une commune française située dans le département de la Moselle en région Grand Est.

## Géographie
La commune est située dans le Saulnois au sud du département de la Moselle, à 8 kilomètres au sud-est de Château-Salins et à 4 kilomètres à l'est de Moyenvic. Elle fait partie du parc naturel régional de Lorraine.
| Hampont  | Château-Voué          |              |
|          | Haraucourt-sur-Seille | Saint-Médard |
| Moyenvic | Marsal                |              |

Écarts et lieux-dits : Voitrebolle (1915–1918 : Watterboll).

### Hydrographie
La commune est située dans le bassin versant du Rhin au sein du bassin Rhin-Meuse. Elle est drainée par le ruisseau de Boulle et le ruisseau de Prate.

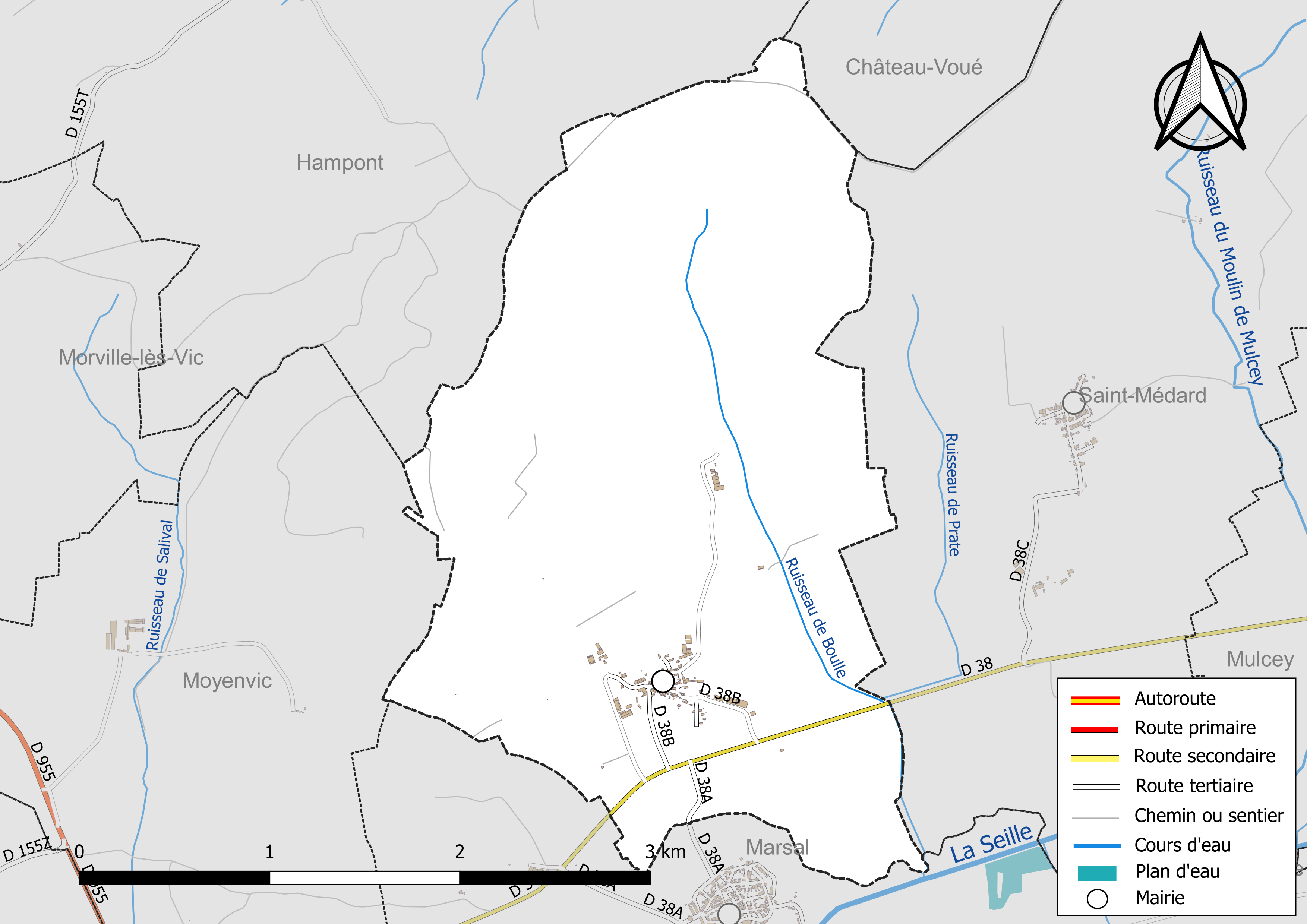
Réseaux hydrographique et routier d'Haraucourt-sur-Seille.

### Climat
Pour des articles plus généraux, voir Climat du Grand Est et Climat de la Moselle.
En 2010, le climat de la commune est de type climat océanique dégradé des plaines du Centre et du Nord, selon une étude du Centre national de la recherche scientifique s'appuyant sur une série de données couvrant la période 1971-2000. En 2020, Météo-France publie une typologie des climats de la France métropolitaine dans laquelle la commune est exposée à un climat semi-continental et est dans la région climatique  Lorraine, plateau de Langres, Morvan, caractérisée par un hiver rude (1,5 °C), des vents modérés et des brouillards fréquents en automne et hiver. 
Pour la période 1971-2000, la température annuelle moyenne est de 9,9 °C, avec une amplitude thermique annuelle de 17 °C. Le cumul annuel moyen de précipitations est de 848 mm, avec 11,6 jours de précipitations en janvier et 9,2 jours en juillet. Pour la période 1991-2020, la température moyenne annuelle observée sur la station météorologique de Météo-France la plus proche, « Rodalbe », sur la commune de Rodalbe à 14 km à vol d'oiseau, est de 10,6 °C et le cumul annuel moyen de précipitations est de 737,2 mm. 
La température maximale relevée sur cette station est de 38,7 °C, atteinte le 24 juillet 2019 ; la température minimale est de −18,1 °C, atteinte le 26 décembre 2010,,. 
Les paramètres climatiques de la commune ont été estimés pour le milieu du siècle (2041-2070) selon différents scénarios d'émission de gaz à effet de serre à partir des nouvelles projections climatiques de référence DRIAS-2020. Ils sont consultables sur un site dédié publié par Météo-France en novembre 2022.

## Urbanisme

### Typologie
Au 1er janvier 2024, Haraucourt-sur-Seille est catégorisée commune rurale à habitat dispersé, selon la nouvelle grille communale de densité à sept niveaux définie par l'Insee en 2022.
Elle est située hors unité urbaine. Par ailleurs la commune fait partie de l'aire d'attraction de Dieuze, dont elle est une commune de la couronne,. Cette aire, qui regroupe 31 communes, est catégorisée dans les aires de moins de 50 000 habitants,.

### Occupation des sols
L'occupation des sols de la commune, telle qu'elle ressort de la base de données européenne d’occupation biophysique des sols Corine Land Cover (CLC), est marquée par l'importance des territoires agricoles (78 % en 2018), en augmentation par rapport à 1990 (76,8 %). La répartition détaillée en 2018 est la suivante : terres arables (46,7 %), prairies (19 %), forêts (17,3 %), zones agricoles hétérogènes (12,3 %), milieux à végétation arbustive et/ou herbacée (4,7 %). L'évolution de l’occupation des sols de la commune et de ses infrastructures peut être observée sur les différentes représentations cartographiques du territoire : la carte de Cassini (XVIIIe siècle), la carte d'état-major (1820-1866) et les cartes ou photos aériennes de l'IGN pour la période actuelle (1950 à aujourd'hui).

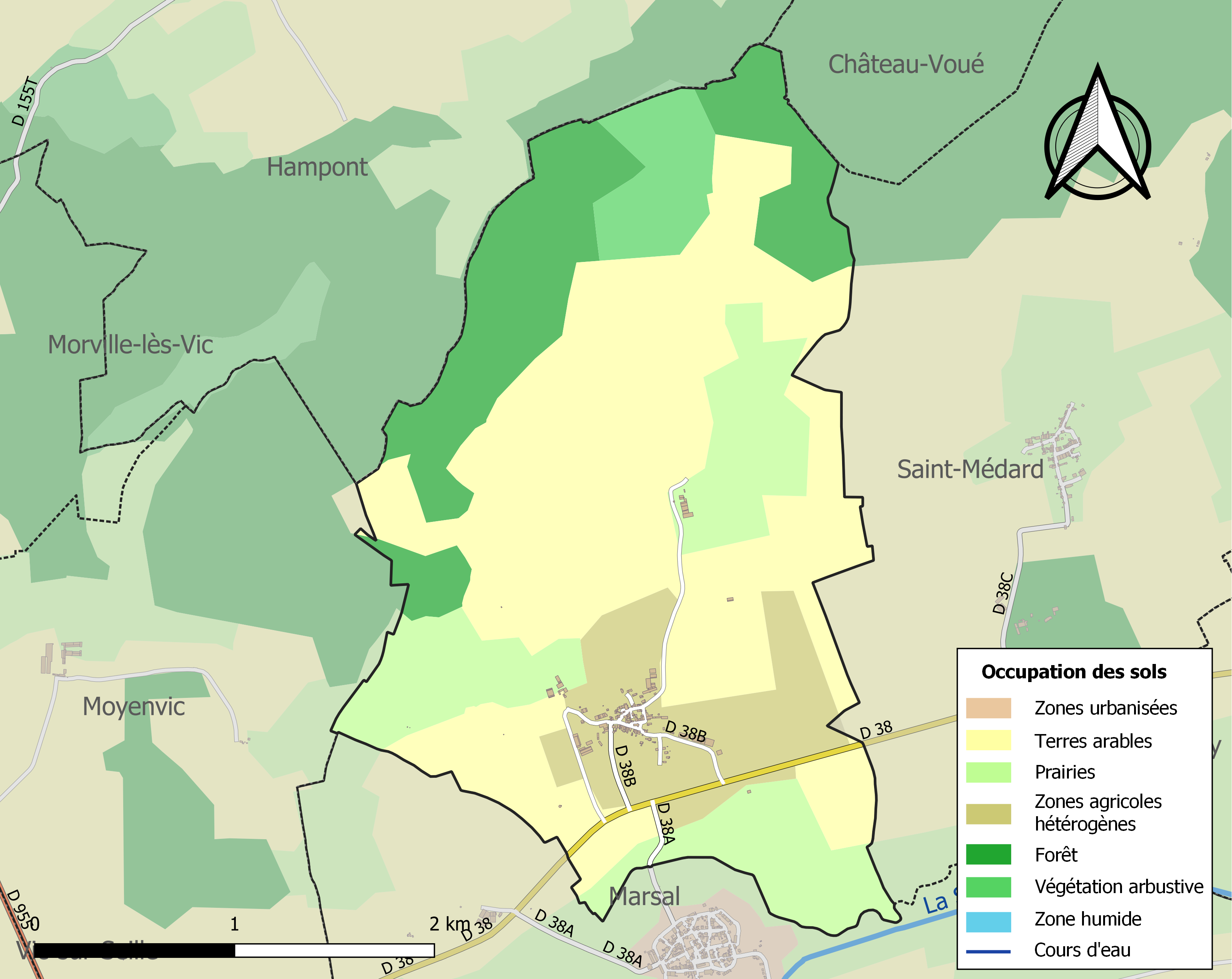
Carte des infrastructures et de l'occupation des sols de la commune en 2018 (CLC).

## Toponymie
Le nom de la localité est attesté sous les formes Haracort devant Marsal (1273), Haraucort (1318), Arracourt (1594), Harracourt (1603), Haraucourt-lès-Marsal (1604), Harrancourt (1793), Haraldshofen (1915-1918).
D'un nom de personne germanique Harald + cortem (comprendre CORTE), au sens d'« établissement rural, domaine rural, ferme de Harald ».
Remarque : la traduction allemande est correcte, les noms en -court ayant des correspondants en -hof, -hofen, -hoven dans les pays de langues germaniques, dont ils constituent des adaptations romanes.

## Histoire
- Ancien domaine de Lorraine.

## Héraldique
| Blason de Haraucourt-sur-Seille | Blason  | Ecartelé aux 1 et 4 de gueules et aux 2 et 3 d'or, un mont à trois coupeaux sommé d'une croix haussée d'argent brochant sur le tout. |
| Blason de Haraucourt-sur-Seille | Détails | Le statut officiel du blason reste à déterminer.                                                                                     |

## Politique et administration
| Période                                  | Période   | Identité        | Étiquette | Qualité |
| ---------------------------------------- | --------- | --------------- | --------- | ------- |
| 1965                                     | mars 1995 | Claude Paté     |           |         |
| mars 1995                                | mars 2008 | Pierre Gilliard |           |         |
| mars 2008                                | En cours  | Annette Jost    |           |         |
| Les données manquantes sont à compléter. |           |                 |           |         |

## Démographie
L'évolution du nombre d'habitants est connue à travers les recensements de la population effectués dans la commune depuis 1793. Pour les communes de moins de 10 000 habitants, une enquête de recensement portant sur toute la population est réalisée tous les cinq ans, les populations de référence des années intermédiaires étant quant à elles estimées par interpolation ou extrapolation. Pour la commune, le premier recensement exhaustif entrant dans le cadre du nouveau dispositif a été réalisé en 2007.

En 2022, la commune comptait 109 habitants, en évolution de +2,83 % par rapport à 2016 (Moselle : +0,52 %, France hors Mayotte : +2,11 %).
| 1793 | 1800 | 1806 | 1821 | 1831 | 1836 | 1841 | 1846 | 1851 |
| ---- | ---- | ---- | ---- | ---- | ---- | ---- | ---- | ---- |
| 234  | 247  | 290  | 313  | 358  | 411  | 468  | 514  | 400  |

| 1856 | 1861 | 1871 | 1875 | 1880 | 1885 | 1890 | 1895 | 1900 |
| ---- | ---- | ---- | ---- | ---- | ---- | ---- | ---- | ---- |
| 383  | 383  | 322  | 303  | 298  | 317  | 342  | 318  | 327  |

| 1905 | 1910 | 1921 | 1926 | 1931 | 1936 | 1946 | 1954 | 1962 |
| ---- | ---- | ---- | ---- | ---- | ---- | ---- | ---- | ---- |
| 306  | 254  | 212  | 183  | 159  | 135  | 128  | 151  | 150  |

| 1968 | 1975 | 1982 | 1990 | 1999 | 2006 | 2007 | 2012 | 2017 |
| ---- | ---- | ---- | ---- | ---- | ---- | ---- | ---- | ---- |
| 139  | 118  | 129  | 136  | 126  | 123  | 123  | 112  | 103  |

| 2022 | - | - | - | - | - | - | - | - |
| ---- | - | - | - | - | - | - | - | - |
| 109  | - | - | - | - | - | - | - | - |

## Lieux et monuments

### Édifice religieux
- Église Sainte-Croix 1780, refaite en 1866.

### Cimetière mennonite

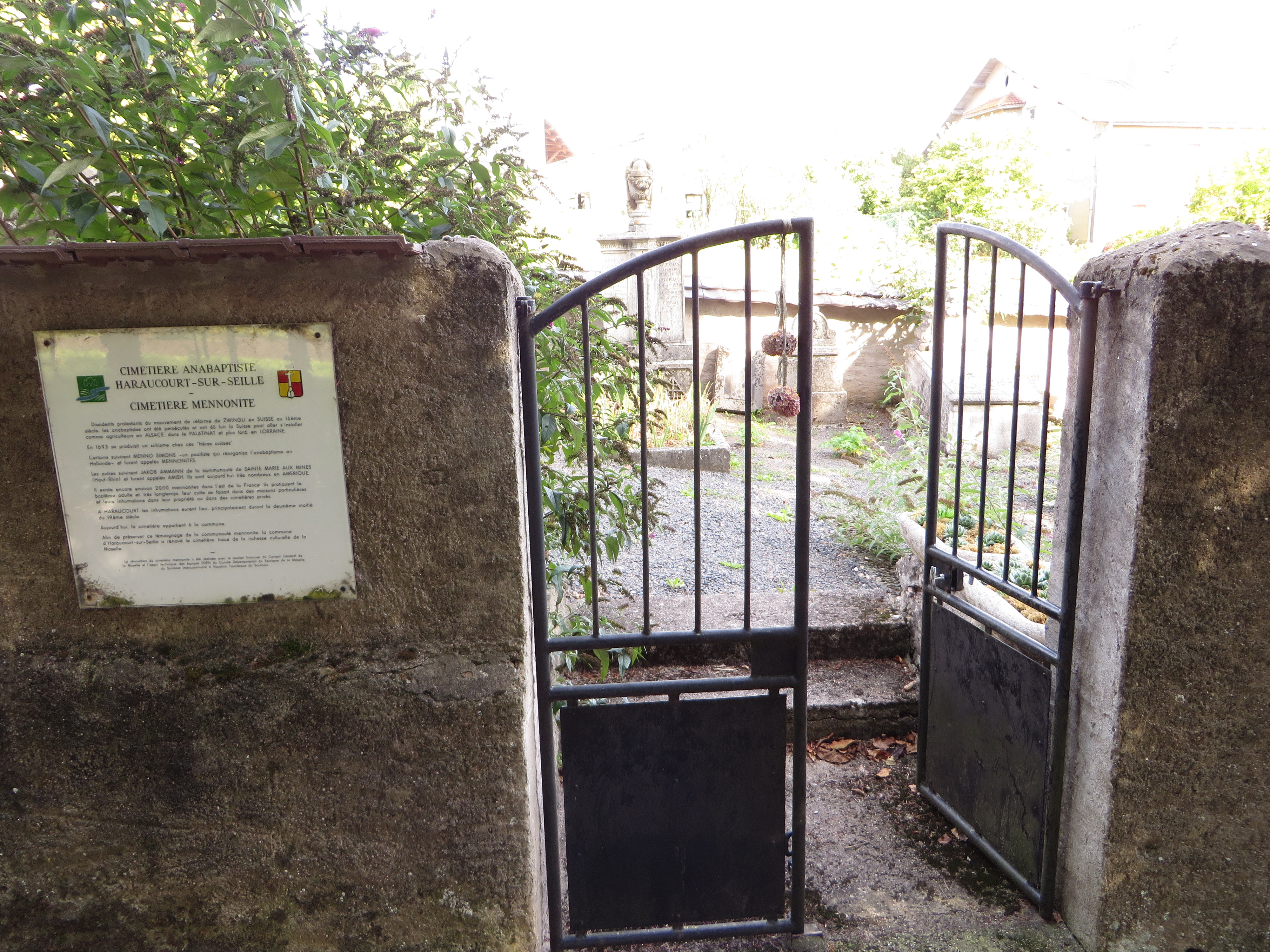
Le cimetière mennonite

- Cimetière mennonite créé en 1811[20],[21]. Les mennonites sont une des deux branches des anabaptistes avec les amish (très implantés aux États-Unis). Considérés comme hérétiques par les catholiques, ils étaient exclus des cimetières et enterraient leurs morts dans les terres de leurs fermes. Au cours des temps, dans certaines paroisses, un espace leur était réservé dans le cimetière, délimité par un mur. Certaines communautés, comme à Haraucourt, établirent leur propre cimetière, à l'écart du village. En Moselle, au XIXe siècle, plusieurs différents opposent les curés, les maires et le préfet. À Haraucourt, en 1859, le curé tente de s'opposer à l'officialisation du cimetière mennonite, traduite par la construction d'un mur d'enceinte, soutenue par le préfet, le cimetière étant déjà utilisé depuis une quarante d'années (créé en 1811). Les cimetières communaux furent déconfessionnalisés en 1881.